# Hôtel de Monery
L' Hôtel de Monery, ou hôtel de Saint-Priest d'Urgel, est un bâtiment à Avignon, dans le département de Vaucluse.

## Histoire
L'hôtel appartenait en 1742 à Charles-Bernard de Guilhen avant de céder l'hôtel aux Monery, docteurs ès-droit. On trouve deux Monery, Pierre et Didier, dans le Calendrier et notice de la ville d'Avignon de 1761. On ne possède pas d'informations sur l'hôtel actuel. Celui-ci a probablement été construit après 1760 par l'architecte Jean-Baptiste II Péru. L'état actuel de l'hôtel a subi peu de changement par rapport à l'état des lieux de 1769. L'hôtel possède un intérieur de qualité avec un bel escalier, des salons décorés. Les dessus-de-porte du salon pourraient être attribués à Nicolas Lancret. Jean Succharelli a décoré le boudoir et Jean Pillement (1728-1808) la salle à manger du premier étage.
L'hôtel est passé des Monery au sieur Billiet au XIXe siècle qui l'a vendu en 1835 à Jean-François Poulin, entrepreneur de transports, correspondant des Messageries Lafitte, Caillard et Cie. Son fils, Étienne Poulin, entrepreneur de Messageries générales des Alpes, lui a succédé en 1857. L'hôtel est entré par mariage dans la famille Saint-Priest d'Urgel, en 1885, après le mariage en 1859 de Marie-Octavie Poulin avec Joseph-Ferdinand de Saint-Priest d'Urgel (1828-1913).
L'hôtel a été acquis en 2018 par la Société immobilière Minerve à la succession Saint-Priest.

## Protection
L'hôtel est classé au titre des monuments historiques le 29 décembre 1989.